# Bejucal de Ocampo
La città di Bejucal de Ocampo è a capo dell'omonimo comune, nello stato del Chiapas, Messico. Conta 366 abitanti secondo le stime del censimento del 2005 e le sue coordinate sono 15°27'N 92°09'W. 
Dal 1983, in seguito alla divisione del Sistema de Planeación, è ubicata nella regione economica I: CENTRO.